# Zerra
Lo Zerra è un torrente della provincia di Bergamo.

## Geografia
Il torrente Zerra nasce dalle pendici del Colle dei Pasta, a 400 metri sul livello del mare. La sorgente si trova dunque nella località Serradesca, dal nome dell'omonima valle che fa parte del comune di Scanzorosciate.
Lungo la contrada San Giovanni, dal nome della ex chiesa di San Giovanni nei Boschi (o "chiesa di San Giovanni al Boio"), il ruscello che scaturisce dalla sorgente Boio conflusce nello Zerra.
Lo Zerra, con andamento estremamente sinuoso, attraversa i centri abitati di Torre de' Roveri ed Albano Sant'Alessandro. Lungo questo tragitto, lo Zerra raccoglie le acque di numerosi piccoli corsi d'acqua scavati lungo i secoli per irrigare i campi; ad Albano Sant'Alessandro, vi confluisce la roggia Borgogna, un altro canale artificiale più grosso.
Dopodiché, lambisce il territorio di San Paolo d'Argon e giunge prima a Montello, dove ingloba l'affluente Rio Seniga, e poi a Costa di Mezzate, caratterizzando non poco il territorio dei due borghi.
Lasciato alle spalle il borgo storico di Costa di Mezzate, il corso d'acqua comincia a perdere le sue connotazioni di torrente per diventare con il passare dei chilometri un canale vero e proprio utilizzato per fini agricoli ed irrigui. Da esso inoltre si distacca il secondo tratto della roggia Borgogna, che confluisce nel Serio nei pressi di Cavernago, che lo priva di buona parte della portata.
Si dirige quindi verso Calcinate, dove riceve le acque del torrente Patera, e Mornico al Serio.
Da questo tratto si mantiene all'esterno dei centri abitati, attraversando le campagne tra Martinengo, Palosco e Cividate al Piano, nelle quali è fatto oggetto di massicci prelievi d'acqua destinati all'irrigazione delle colture della pianura occidentale bergamasca.
Da questo punto la portata idrica si riduce notevolmente, tanto che il corso risulta sempre meno evidente anche a causa di divisioni in canali minori. Questo rende difficile la distinzione tra il corso principale e quelli secondari, fino alle campagne tra Covo, Cortenuova e Martinengo, nelle quali si disperde tra canali irrigui ed un fondo con terreno permeabile.

## Storia
Già in epoca medievale l'importanza del torrente Zerra era notevole, principalmente per il contributo irriguo fornito ai paesi della bassa. Al termine di tale periodo, e specialmente con l'arrivo della Repubblica di Venezia, il torrente venne messo al centro di un'opera di canalizzazione, con la costruzione di numerosi canali artificiali per irrigare di modeste dimensioni (le rogge).
Il canale più importante della zona è la Roggia Borgogna.

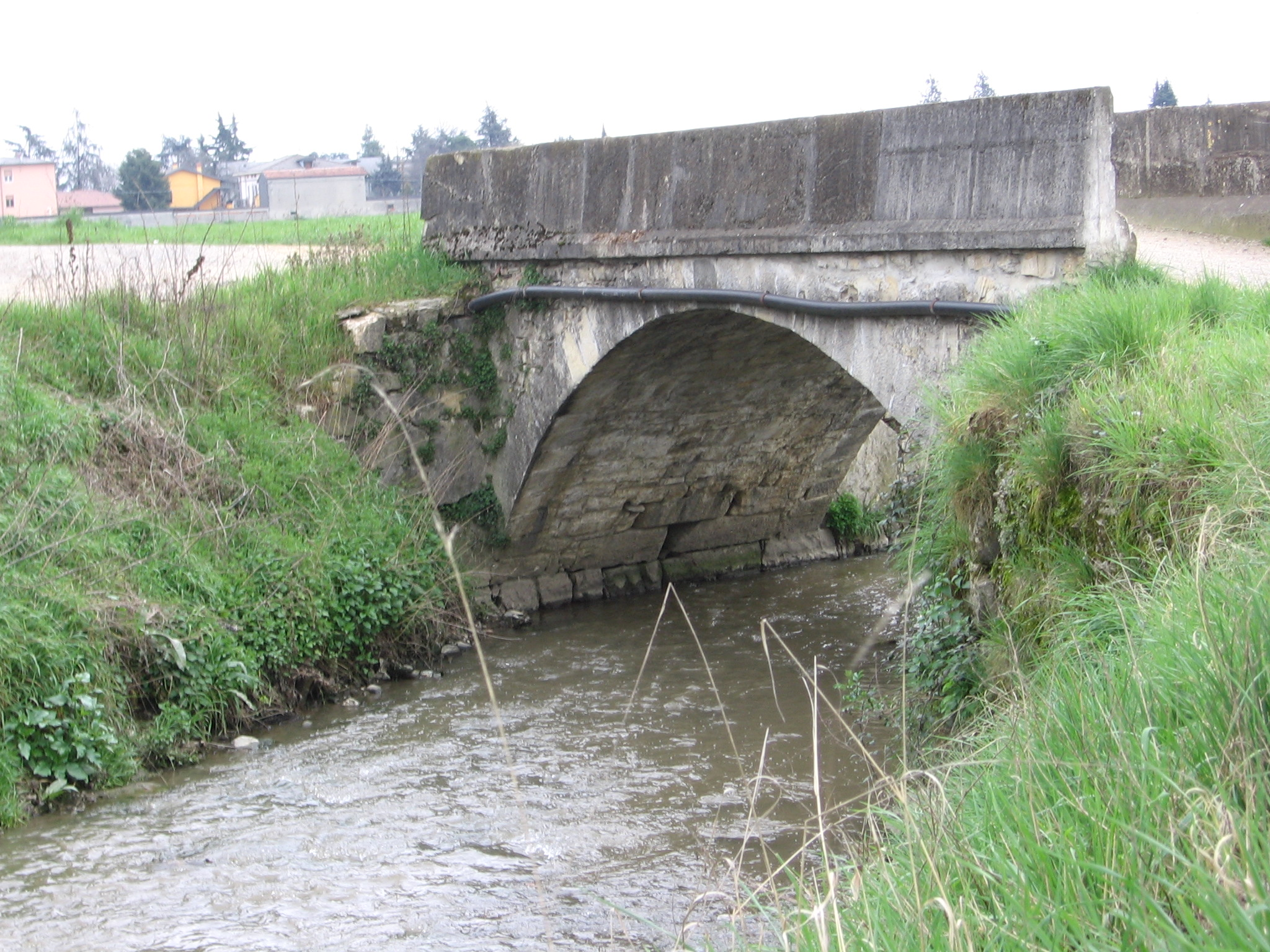
A Mornico al Serio

Quest'ultima venne realizzata per volere di Bartolomeo Colleoni, al fine di inserire lo Zerra in un contesto irriguo che soddisfasse i bisogni della zona in cui il condottiero aveva posto il suo quartier generale. Questo canale artificiale preleva difatti le acque dal Serio a nord di Villa di Serio, per fondersi nello Zerra presso Albano Sant'Alessandro, e distaccarsi poi da esso tra Costa di Mezzate e Bagnatica, per ricollegarsi con il Serio presso Cavernago, privando lo Zerra stesso di gran parte delle proprie acque.
A seguito di questa massiccia opera, il torrente acquisì importanza, pur perdendo le connotazioni naturali e torrentizie.

## Decadimento e recupero
Con il passare del tempo, fino ai giorni nostri, lo Zerra fu invece interessato da un progressivo ed inesorabile decadimento ambientale, specialmente nel primo tratto. Questo spesso lo portò ad essere considerato una vera e propria discarica a cielo aperto, con elevati livello d'inquinamento.
Soltanto negli ultimi anni è stato al centro di un processo di recupero, che ha portato alla costituzione di un consorzio tra i comuni bagnati dal suo corso, al fine di valorizzarne le risorse ambientali, idriche e agricole. Nel 2017, l'operazione "Fiumi Sicuri" ha pulito l'alveo fluviale e asportato la vegetazione spondale nel tratto di Albano Sant'Alessandro, mentre nel 2021 il Consorzio di Bonifica della media pianura bergamasca ha consolidato la sponda sinistra del torrente a Costa di Mezzate contro le bombe d'acqua e ne ha migliorato l'estetica. Merita un'altra menzione l'iniziativa compiuta dal comune di Mornico al Serio che, in collaborazione con la Comunità Europea, ha ripristinato due chilometri delle sponde tra la chiesa di San Rocco e la Chiesa di Santa Valeria.